# Wilson (Arkansas)
Pour les articles homonymes, voir Wilson.
Wilson est une ville de l'État américain de l'Arkansas, située dans le comté de Mississippi. Selon le recensement de 2010, sa population est de 903 habitants.

## Démographie
| 1960  | 1970  | 1980  | 1990  | 2000 | 2010 |
| ----- | ----- | ----- | ----- | ---- | ---- |
| 1 191 | 1 009 | 1 115 | 1 068 | 939  | 903  |